# Sound of Silence (Dami Im-dal)
A Sound of Silence (magyarul: A csend hangja) a dél-koreai Dami Im dala, mellyel Ausztráliát képviselte a 2016-os Eurovíziós Dalfesztiválon, Stockholmban. A dal belső kiválasztás során nyerte el az eurovíziós indulás jogát és 2016. március 10-én, a tervezett hivatalos megjelenése előtti napon mutatták be nyilvánosan.

## Eurovíziós Dalfesztivál
A dalt az Eurovíziós Dalfesztiválon először a május 12-i második elődöntőben adta elő, fellépési sorrendben tizedikként a Litvániát képviselő Donny Montell I’ve Been Waiting for This Night című dala után, és a Szlovéniát képviselő ManuElla Blue and Red című dala előtt. Az elődöntőből az első helyen jutott tovább a május 14-i döntőbe, ahol fellépési sorrendben tizenharmadikként lépett fel a Lengyelországot képviselő Michał Szpak Color of Your Life című dala után, és a Ciprust képviselő Minus One Alter Ego című dala előtt. A pontozás során a zsűri szavazáson összesítésben az első helyen végzett 320 ponttal (Albániától, Ausztriától, Belgiumtól, Hollandiától, Horvátországtól, Litvániától, Magyarországtól, Svédországtól és Svájctól maximális pontszámot kapott), míg a nézői szavazáson a negyedik helyen végzett 191 ponttal (Albániától, Máltától és Svédországtól maximális pontszámot kapott), így összesítésben 511 ponttal a verseny második helyezettje lett.
A következő ausztrál induló Isaiah Don’t Come Easy című dala volt a 2017-es Eurovíziós Dalfesztiválon.